# نیکدشت
نیکدشت، روستایی در دهستان پارامون بخش گافر و پارامون شهرستان بشاگرد در استان هرمزگان ایران است.

## جمعیت
بر پایه سرشماری عمومی نفوس و مسکن در سال ۱۳۹۵، جمعیت این روستا برابر با ۵۹۲ نفر (۱۴۳ خانوار) بوده‌است.